# Soledad Pastorutti
Soledad Pastorutti, conosciuta come Soledad o La Sole (Arequito, 12 ottobre 1980), è una cantante, compositrice, attrice e conduttrice argentina.

## Biografia
Soledad Pastorutti nasce il 12 ottobre 1980 ad Arequito, una piccola città nel sud della provincia di Santa Fe, da Omar Alberto Pastorutti e Griselda Haydeé Zacchino, ha una sorella minore anch'ella cantante, Natalia Pastorutti.
Soledad è cresciuta in una famiglia conservatrice e cattolica. Con forti valori cattolici, Soledad ha una particolare devozione per la Vergine di Luján.

### Vita privata
Dal 1998 ha una relazione con Jeremías Agoglio, che sposa il 21 aprile 2007 per rito civile, e il 28 aprile si è svolta la cerimonia religiosa nella chiesa Nuestra Señora del Rosario. Hanno due figlie: Antonia nata il 10 giugno 2010 e Regina, nata il 19 febbraio 2013.

## Filmografia

### Cinema
- La edad del sol, regia di Ariel Piluso (1999)
- Soledad y Larguirucho , regia di Manuel García Ferré, Néstor Montalbano e Carlos Pérez Agüero (2012)
- Zonda: Folclore argentino, regia di Carlos Saura (2015)

### Televisione
- Rincón de luz – serial TV (2003)
- Los pensionados – serial TV (2004)
- Los Roldán – serial TV (2004)
- ¿Quién es el jefe? – serie TV (2005)

### Programmi televisivi
- El llamado final (Canale 13, 2004) – Conduttrice
- High School Musical: la selección (Canale 13, 2007) – Giudice
- Ecos de mi tierra (Televisión Pública Argentina, 2008-2015) – Conduttrice
- La Voz Argentina (Telefe, 2012/2018, 2021-2022) – Giudice
- Tu cara me suena (Telefe, 2014) – Giudice invitata, come sostituta di Cacho Castaña
- Elegidos (La música en tus manos) –  (2015) Giudice
- Pequeños gigantes (Telefe, 2019) – Giurato invitata
- La peña de Morfi (Telefe, 2021-2023) – Co-conduttrice
- Trato hecho (Telefe, 2021) – Partecipante invitata

## Discografia

### Album in studio
- 1996 – Poncho al viento
- 1997 – La Sole
- 1999 – Yo sí quiero a mi país
- 2000 – Soledad
- 2001 – Libre
- 2003 – Adonde vayas
- 2005 – Diez años de Soledad
- 2008 – Folklore
- 2014 – Raíz (con Niña Pastori e Lila Downs)
- 2015 – Vivir es hoy
- 2020 – Parte de mí
- 2023 – Natural

### Album dal vivo
- 1998 – A mi gente
- 2002 – Juntos por única vez (con Horacio Guarany)
- 2005 – Diez años de Soledad
- 2006 – En vivo en Obras
- 2009 – La fiesta: juntos de verdad (con Chaqueño Palavecino e Los Nocheros)
- 2010 – Vivo en Arequito
- 2016 – 20 años

### Raccolte
- 2000 – Mis grandes canciones (Solo in Spagna)
- 2003 – Serie diamante: Soledad
- 2007 – La Nación: Nuestro folklore: Soledad
- 2008 – Clarín: Grandes ídolos de la música popular argentina: Soledad
- 2012 – Soledad 20 éxitos originales

### Singoli
- 1996 – A Don Ata
- 1997 – Entre a mi pago sin golpear
- 1997 – Pilchas gauchas
- 1997 – Los sueños de todo el mundo
- 1998 – Que nadie sepa mi sufrir
- 1998 – Las moras
- 1998 – A mi gente
- 1999 – Déjame que me vaya
- 1999 – Yo sí quiero a mi país
- 1999 – El bahiano
- 1999 – Corazón americano
- 2000 – Cómo será
- 2000 – Propiedad privada
- 2001 – De mi pueblo
- 2001 – Tren del cielo
- 2001 – Luna cautiva
- 2002 – Todos juntos
- 2003 – Adonde vayas
- 2004 – Luces para mí
- 2005 – Una fiesta
- 2005 – Lejos de ti
- 2006 – Brindis
- 2006 – Pide un deseo
- 2008 – La vieja
- 2008 – Escucha a tu corazón
- 2009 – Canción del Jornalero
- 2010 – Y así volví
- 2011 – Esta vida
- 2014 – La raíz de mi tierra
- 2015 – Dame una sonrisa (con Carlos Vives)
- 2015 – Eres
- 2016 – Una mañana nueva sin ti
- 2016 – Tocando al frente
- 2017 – Canta
- 2019 – La Gringa
- 2019 – Aunque me digas que no
- 2019 – Tal como siento
- 2020 – La Valeria
- 2020 – Quién dijo (con Kany García)
- 2020 – Chingui Chingui (con Los Auténticos Decadentes)
- 2021 – La música de mi vida (con India Martínez)
- 2022 – Lágrimas y flores (con Natalie Pérez)
- 2022 – Yo no te pido la luna (con MYA)
- 2022 – Quiero todo (con Lali Espósito e Natalia Oreiro)
- 2023 – Tu marca (con Los Palmeras)
- 2023 – La del olvido

### Collaborazioni
- 2020 – Cambiar de vida (Jorge Rojas con Soledad)
- 2020 – Almas gemelas (Marcela Morelo con Soledad)
- 2018 – Todo a pulmón (Soledad, Alejandro Lerner, Lali Espósito, Abel Pintos, Axel, León Gieco, Rolando Sartorio e Sandra Mihanovich)
- 2018 – No es no (Axel con Soledad)

### Colonne sonore
- 2003 – Rincón de luz
- 2004 – Teo, cazador intergaláctico
- 2006 – Patoruzito: la gran aventura
- 2007 – High School Musical: La selección

## Tournée
- 2003 – Adonde vayas
- 2009/10 – La fiesta - Juntos de verdad
- 2011 – Vivo en Arequito
- 2011/12 – Canciones a la carta
- 2015 – Vivir es hoy
- 2016 – 20 años de Soledad
- 2017 – 20+1
- 2018/19 – Soledad
- 2019 – La gringa
- 2021 – Parte de mí
- 2021 – La música de mi Vida
- 2023 – Natural

## Riconoscimenti
- Festival Nacional de Folklore de Cosquín
  - 1996 – Premio revelación
  - 1996 – Cosquín de oro
  - 1997 – Premio consagración
- Festival Folclórico de Martigues
  - 2000 – Premio revelación
- Premio Carlos Gardel
  - 1999 – Candidatura all'álbum del año per La Sole
  - 1999 – Candidatura al mejor artista de folklore[10]
  - 2000 – Mejor artista femenina de folklore per Yo sí quiero a mi país[11]
  - 2001 – Candidatura al mejor artista femenina de folklore per Soledad[12]'
  - 2002 – Mejor artista femenina de folklore per Libre
  - 2003 – Candidatura al mejor álbum grupo de folklore per Sole y Horacio juntos por única vez
  - 2006 – Candidatura al mejor álbum artista femenina de folklore per Diez años de Soledad
  - 2009 – Mejor álbum artista femenina de folklore Folklore
  - 2010 – Candidatura al mejor álbum grupo de folklore per La Fiesta juntos de verdad
  - 2011 – Candidatura al mejor álbum artista femenina de folklore per Vivo en Arequito
  - 2015 – Candidatura al mejor álbum instrumental/fusión/world music per Raíz
  - 2016 – Candidatura al mejor álbum artista femenina de folklore per Vivir es hoy
  - 2017 – Mejor álbum artista femenina de folklore per 20 años
  - 2019 – Candidatura al mejor canción de dueto/colaboración per No es no Axel con Soledad
  - 2020 – Candidatura al mejor álbum folklore alternativo per Parte de mí
- Festival Punta Arenas
  - 2004 – Premio del Público - "Premios ovejeros"
  - 2004 – Premio del jurado "Premios ñandú"
- Festival di Viña del Mar
  - 2000 – Gaviota de plata
  - 2002 – Antorcha de plata
- Premio Martín Fierro
  - 2008 – Candidatura al programa musical per Ecos de mi tierra
  - 2009 – Candidatura al programa musical per Ecos de mi tierra
  - 2010 – Candidatura al programa musical per Ecos de mi tierra
  - 2012 – Candidatura al programa musical per Ecos de mi tierra
  - 2013 – Candidatura al programa musical/educativo per Ecos de mi tierra
  - 2014 – Candidatura al programa musical/educativo per Ecos de mi tierra
  - 2015 – Programa musical per Ecos de mi tierra
  - 2016 – Programa musical per Ecos de mi tierra
  - 2022 – Mejor jurado per La voz Argentina
- Latin Grammy Awards
  - 2009 – Candidatura al mejor álbum folklórico per Folklore
  - 2011 – Candidatura al mejor álbum folklórico per Vivo en Arequito
  - 2014 – Álbum del año per Raíz
- Grammy Award
  - 2015 – Candidatura al miglior album pop latino per Raíz
- Premio Carlos
  - 2021 – Mejor show musical per Soledad, Parte de mí